# Cerodontha
Cerodontha is een geslacht van vliegen uit de familie van de mineervliegen (Agromyzidae). De wetenschappelijke naam van het geslacht is voor het eerst geldig gepubliceerd in 1861 door Camillo Róndani.
Cerodontha is een omvangrijk kosmopolitisch geslacht met (in 2010) 286 gekende soorten wereldwijd, waarvan 139 voorkomen in het Palearctisch gebied.
De larven zijn bladmineerders van planten uit de grassenfamilie (Poaceae), cypergrassenfamilie (Cyperaceae), russenfamilie (Juncaceae) en lissenfamilie (Iridaceae).

## Ondergeslachten
Zeven ondergeslachten van Cerodontha worden onderscheiden:
- Cerodontha (Butomomyza)
- Cerodontha (Cerodontha)
- Cerodontha (Dizygomyza)
- Cerodontha (Icteromyza)
- Cerodontha (Phytagromyza)
- Cerodontha (Poemyza)
- Cerodontha (Xenophytomyza)

## Soorten
- C. affinis (Fallen, 1823)
- C. alpestris Martinez, 1987
- C. alpina Nowakowski, 1967
- C. altaica Zlobin, 1993
- C. angulata (Loew, 1869)
- C. aristosa Spencer, 1986
- C. atra (Meigen, 1830)
- C. atronitens (Hendel, 1920)
- C. attenuata Spencer, 1986
- C. beigerae Nowakowski, 1972
- C. bicolorata Spencer, 1969
- C. bimaculata (Meigen, 1830)
- C. biseta (Hendel, 1920)
- C. bistrigata Frey, 1945
- C. bohemani (Ryden, 1951)
- C. brisiaca Nowakowski, 1973
- C. bulbiseta (Hendel, 1931)
- C. butomomyzina Spencer, 1969
- C. calamagrostidis Nowakowski, 1967
- C. calosoma (Hendel, 1936)
- C. capitata (Zetterstedt, 1848)
- C. caricicola (Hering, 1926)
- C. caricivora (Groschke, 1954)
- C. carpatica Nowakowski, 1973
- C. caucasica Zlobin, 1979
- C. cingulata (Zetterstedt, 1848)
- C. coxalis Martinez, 1987
- C. crassiseta (Strobl, 1900)
- C. chaixiana (Groschke, 1956)
- C. chillcottiella Spencer, 1986
- C. churchillensis Spencer, 1969
- C. denticornis (Panzer, 1806)
- C. dorsalis (Loew, 1863)
- C. elbergi Nowakowski, 1973
- C. eriophori Nowakowski, 1973
- C. estlandica Zlobin, 1993
- C. eucaricis Nowakowski, 1967
- C. fasciata (Strobl, 1880)
- C. flavicornis (Egger, 1862)
- C. flavocingulata (Strobl, 1909)
- C. frankensis Spencer, 1969
- C. frosti Spencer, 1973
- C. fulvipes (Meigen, 1830)
- C. fuscifrons Spencer, 1969
- C. fusculata Spencer, 1986
- C. geniculata (Fallen, 1823)
- C. gibbardi Spencer, 1969
- C. gorodkovi Zlobin, 1979
- C. gracilis Spencer, 1969
- C. griffithsi Nowakowski, 1967
- C. hammi Spencer, 1971
- C. handlirschi Nowakowski, 1967
- C. hennigi Nowakowski, 1967
- C. hirtae Nowakowski, 1967
- C. hungarica Zlobin, 1980
- C. illinoensis (Malloch, 1934)
- C. imbuta (Meigen, 1838)
- C. impercepta Spencer, 1986
- C. impolita Spencer, 1986
- C. incisa (Meigen, 1830)
- C. inconspicua (Malloch, 1913)
- C. iraeos (Robineau-Desvoidy, 1851)
- C. iridiphora Spencer, 1973
- C. iridis (Hendel, 1927)
- C. jacutica Zlobin, 1979
- C. kerteszi (Hendel, 1931)
- C. labradorensis Spencer, 1969
- C. lapplandica (Ryden, 1956)
- C. lateralis (Macquart, 1835)
- C. latrifrons Spencer, 1986
- C. lindrothi Griffiths, 1964
- C. lineella (Zetterstedt, 1838)
- C. longipennis (Loew, 1869)
- C. luctuosa (Meigen, 1830)
- C. luzulae (Groschke, 1957)
- C. lyneborgi Spencer, 1972
- C. maclayi Spencer, 1981
- C. macminni Spencer, 1986
- C. magnicornis (Loew, 1869)
- C. malaisei Spencer, 1981
- C. melicae Nowakowski, 1973
- C. mellita Spencer, 1971
- C. montanoides Spencer, 1981
- C. morosa (Meigen, 1830)
- C. morula (Hendel, 1920)
- C. muscina (Meigen, 1830)
- C. nartshukae Zlobin, 1984
- C. occidentalis Sehgal, 1968
- C. paludosa Spencer, 1981
- C. palustris Nowakowski, 1973
- C. pallidiciliata Spencer, 1969
- C. pappi Zlobin, 1980
- C. parvella Spencer, 1986
- C. pecki Spencer, 1973
- C. phalaridis Nowakowski, 1967
- C. phragmitidis Nowakowski, 1967
- C. phragmitophila Hering, 1935
- C. piliseta (Becker, 1903)
- C. pollinosa (Melander, 1913)
- C. poolei Spencer, 1986
- C. pseuderrans (Hendel, 1931)
- C. pseudodorsalis Zlobin, 1979
- C. pygmaea (Meigen, 1830)
- C. pygmella (Hendel, 1931)
- C. pygmina (Hendel, 1931)
- C. pygminoides Spencer, 1981
- C. questa Spencer, 1981
- C. rohdendorfi Nowakowski, 1967
- C. scirpi (Karl, 1926)
- C. scirpivora Spencer, 1969
- C. scutellaris (von Roser, 1840)
- C. setifrons (Hendel, 1931)
- C. sibirica Zlobin, 1979
- C. silvatica (Groschke, 1957)
- C. spencerae Zlobin, 1993
- C. spinata (Groschke, 1954)
- C. stackelbergi Nowakowski, 1973
- C. staryi (Stary, 1930)
- C. subangulata (Malloch, 1916)
- C. sudzukhensis Zlobin, 1993
- C. suntarica Zlobin, 1993
- C. superciliosa (Zetterstedt, 1860)
- C. suturalis (Hendel, 1931)
- C. tanasijtshuki Zlobin, 1979
- C. temeculensis Spencer, 1981
- C. thompsoni (Frick, 1952)
- C. thulensis Griffiths, 1966
- C. thunebergi Nowakowski, 1967
- C. ultima Spencer, 1969
- C. unguicornis Hendel, 1932
- C. unisetiorbita Zlobin, 1993
- C. ussuriensis Zlobin, 1979
- C. vandalitiensis Spencer, 1966
- C. venturii Nowakowski, 1967
- C. vignae Nowakowski, 1967
- C. vinokurovi Zlobin, 1993
- C. xanthocera Hendel, 1920
- C. yukonensis Spencer, 1969
- C. zoerneri Nowakowski, 1973
- C. zuskai Nowakowski, 1973